# زولتسا
زولتسا (به آلمانی: Sulza) یک شهر در آلمان است که در زاله‌هلتسلاند واقع شده‌است. زولتسا ۲۷۴ نفر جمعیت دارد.